# Émirat d'Aydın
Pour les articles homonymes, voir Aydın (homonymie).
1308 – 1390 / 1426
Entités précédentes :
- Sultanat de Roum
- beylicat Germiyan (Ilkhanat de Perse)

Entités suivantes :
- Empire ottoman

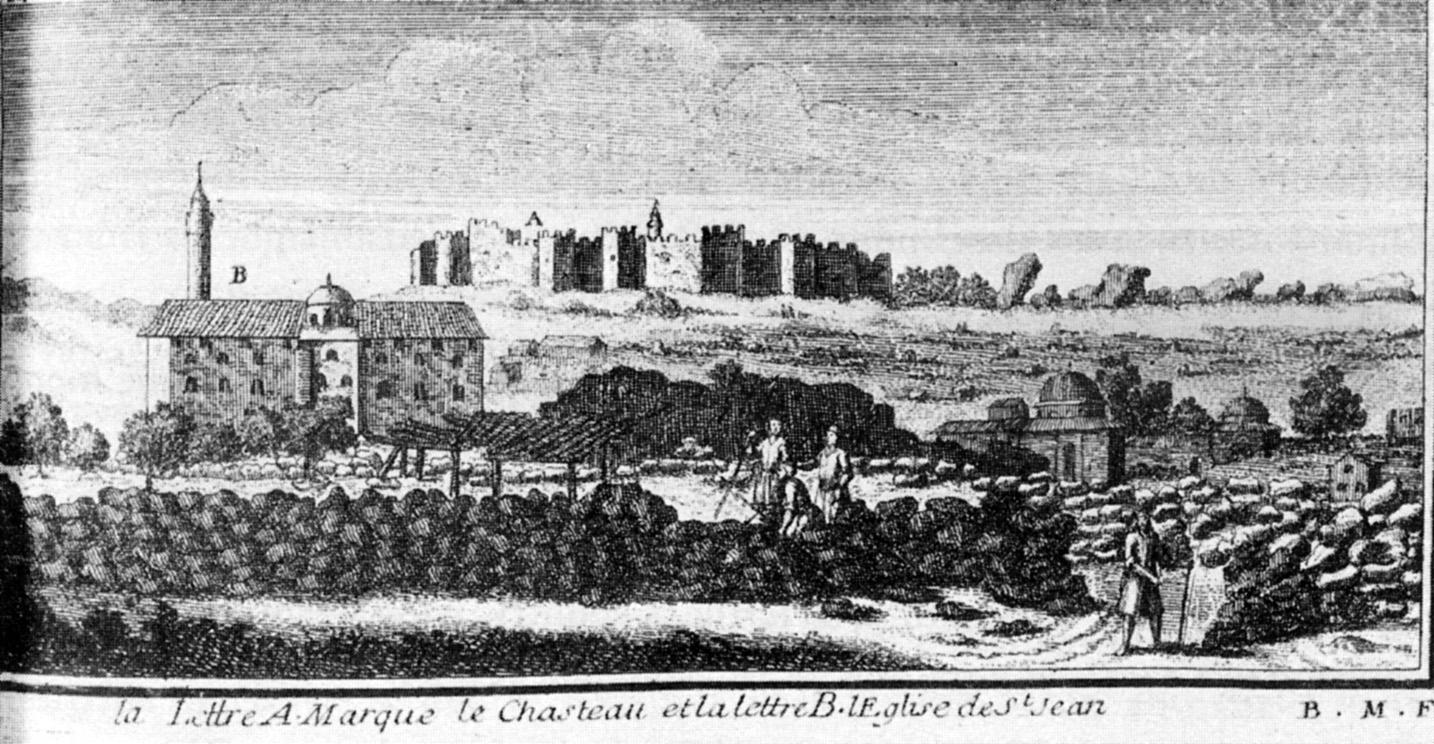
Le site de la forteresse d’Ayasluğ, et l’église saint-Jean à Selçuk en 1732.

L’émirat d'Aydın ou beylicat des Aydinides est une des principautés frontalières turques fondées au XIVe siècle par les Oghouzes en Anatolie du Sud-Ouest, après le déclin du sultanat de Roum. Il doit son nom à son fondateur Aydınoğlu Mehmed Bey. Sa capitale est d'abord Birgi (Pyrgion) puis Ayasluğ (Hagios Theologos, Selçuk).
Le beylicat comprend aussi les ports d'İzmir. L'émirat est une puissance navale redoutable, notamment sous le règne d'Aydınoğlu Umur Bey : ses actes de piraterie en Égée entrainent deux croisades organisées contre Aydın en 1334 et 1344 (la « croisade de Smyrne »).
Le beylicat est incorporé dans l'Empire ottoman pour la première fois en 1390 puis définitivement en 1424.

## Histoire

### Mehmed

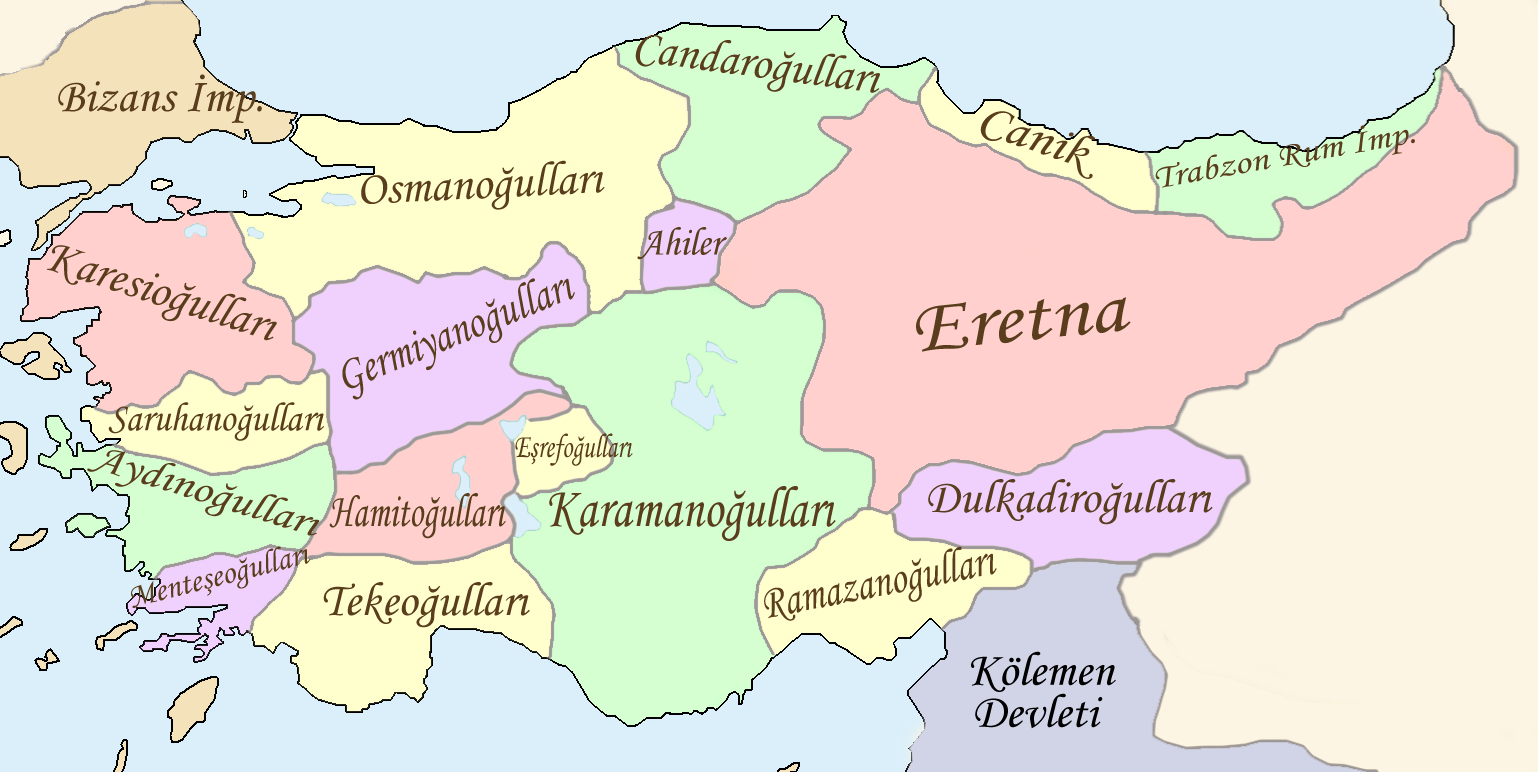
Carte des beylicats d’Anatolie formés après la Bataille de Köse Dağ (26 juin 1243)

Il semble que Mubarizeddin Gazi Mehmed Aydınoğlu (fils d’Aydın) ait fait ses premières expéditions et conquêtes en compagnie d'un parent des Mentecheïdes nommé Saga Bey. Le 24 octobre 1304, lorsqu'ils se sont emparés d'Éphèse qui se nomme alors Ayasluğ, ce dernier commandait. La ville est pillée, une partie de la population est déportée à Tire, d’autres sont tués sur place. Mehmed est alors un officier au service des Germiyanides. Il est en principe soumis aux Germiyanides et à leurs suzerains les Ilkhanides. En 1308, il conquiert Birgi qui devient sa capitale. Une brouille survient entre Mehmed et Saga qui est tué. Mehmed, se déclare indépendant des Germiyanides et fonde son propre émirat. Vers 1317, il prend l’acropole et la citadelle de Smyrne (İzmir). Il profite de cette position pour mener la course contre les bateaux de la famille Zaccaria et des chevaliers de Rhodes.
Le 23 juillet 1319, une flotte composée de dix galères et de dix-neuf autres navires plus petits ne comportant que seize à dix-huit rameurs part d'Éphèse pour conquérir l'île de Chios. Les forces turques représentent 2 600 hommes. Elles auraient pu causer de sévères dommages si elles n'avaient pas été écrasées par la flotte des chevaliers de Rhodes.
Éphèse renaît après les massacres de 1304, elle devient une concurrente de Smyrne qui souffre des rivalités entre les Byzantins et les Turcs. Elle devient pour un temps une base de piraterie turque en mer Égée : la bannière d’Ayasluğ — une roue noire sur un champ rouge — est alors un signe de terreur pour les États chrétiens voisins.
L'empereur byzantin Andronic III Paléologue, devenu seul empereur, tente de relever l'empire avec l'aide de Jean Cantacuzène. Il signe avec Mehmed et l'émir de Saruhan un accord de paix. Le but de cet arrangement est de neutraliser ces émirats pour pouvoir s'opposer plus efficacement aux Ottomans (1329).
En 1332, la ligue des puissances chrétiennes commence à prendre forme. En septembre 1332, l’empereur de Byzance Andronic III est invité à prendre part aux côtés des Vénitiens et des chevaliers de Rhodes à la formation d’une ligue navale. La ligue anti-turque, telle qu’elle est constituée en 1334 à Avignon, admet le principe d'une participation byzantine. Entre-temps, la situation s’est dégradée. En 1332 et 1333, un fils de Mehmmed, Umur a lancé ses premières opérations de piraterie dans la mer Égée. L’objectif militaire prioritaire de la ligue doit donc être le port de Smyrne, point de départ des expéditions d’Umur. Dans l’été de 1334, une flotte de 40 navires réunie par ses membres fait voile vers la Méditerranée orientale. Elle remporte quelques succès sur les Turcs, en particulier sur l’émir de Karasi au large d’Adramyttion, mais ne parvient pas à atteindre Smyrne et se retire vers la fin de l'année. Le pape Jean XXII meurt en décembre et la ligue reste quelque temps inactive.
L'existence d'une minorité chrétienne dans la ville et ses environs est attestée par les écrits de Manuel Gabalas connu sous le nom de Matthieu d'Éphèse, nommé titulaire l'archevêché d’Éphèse en 1329. Mehmed lui refuse l'entrée de la ville. Ce n'est qu'en 1339 qu'il pourra rejoindre son poste, après un détour par Smyrne.
L'émir Mehmed partage la principauté entre ses fils. L'aîné, Hızır, reçoit Éphèse en 1325 : il la gouverne jusqu'à sa mort en 1360, d'abord sous la suzeraineté de son père, puis sous celle de son frère cadet Umur Bey, qui hérite du pouvoir suprême à la mort de Mehmed en 1334. Son quatrième fils Suleyman, reçoit comme fief Tire. Après la mort de son père, il entrera en possession de son fief jusqu’à sa mort en 1349.
Ibn Battûta séjourne à Birgi pendant le règne de Mehmed Aydınoğlu en 1333. Mehmed Beg est mort quelques mois après le passage d’Ibn Battûta, au début de l’année 1334 :

« C’est Mohammed, fils d’Aïdîn, un des meilleurs souverains, des plus généreux et des plus distingués. ...
Nous arrivâmes vers une heure au campement du sultan, et nous descendîmes sur les bords d’une rivière, à l’ombre des noyers. Nous trouvâmes le prince dans une grande agitation et ayant l’esprit préoccupé, à cause de la fuite de son fils cadet, Soleïmân, qui s’était retiré près de son beau-père, le sultan Orkhân bec. Lorsqu’il reçut la nouvelle de notre arrivée, il nous envoya ses deux fils, Khidhr bec et ’Omar bec. »

— Ibn Battûta, Op. cit. (lire en ligne), « Du Sultan de Birgui », p. 136 (.pdf).
Après quelques jours passés à Birgi, Ibn Battûta va à Tire puis à Éphèse (Ayasoluk) et Smyrne :

« Nous partîmes pour la ville d’Ayâ Soloûk cité grande, ancienne et vénérée par les Grecs. ... L’émir de cette ville est Khidrh bec, fils du sultan Mohammed, fils d’Aïdîn. Je l’avais vu chez son père à Birgui ; ... J’achetai dans cette ville une jeune vierge chrétienne, moyennant quarante dînârs d’or. »

— Ibn Battûta, Op. cit. (lire en ligne), « Du Sultan de Birgui », p. 141 (.pdf).

« Nous nous dirigeâmes ensuite vers Yazmîr, grande ville située sur le rivage de la mer, mais dont la portion la plus considérable est en ruine. Elle possède un château contigu à sa partie supérieure. ... L’émir de cette ville est Omar bec, fils du sultan Mohammed, fils d’Aïdîn, dont il a été question tout à l’heure, et il habite une citadelle. Lors de notre arrivée, il se trouvait près de son père ; mais il revint cinq jours après. ... Puis il m’envoya un repas copieux, il me donna un petit esclave chrétien haut de cinq empans nommé Nikoûlah et deux vêtements de kemkha. »

— Ibn Battûta, Op. cit. (lire en ligne), « Du Sultan de Birgui », p. 142 (.pdf).

### Umur
Sous le règne de Bahaeddin Gazi Umur, le beylicat atteint son apogée. C’est le membre de la dynastie le plus célèbre. Il meurt en 1348, tué d’une flèche, pendant qu’il tente de reprendre Smyrne que les chevaliers de Rhodes lui avaient pris en 1344.

### Hizir
En 1348, la mort d'Umur laisse Hızır seul maître de l'émirat, qu'il gouverne depuis Ayasluğ (Éphèse), au lieu de la capitale précédente Birgi. Il n’est pas aussi énergique que son frère.
En 1350, la colonie vénitienne de Crète craint une attaque venant d'Éphèse. Les Vénitiens décident d'envoyer une ambassade à Hizir. Les Turcs doivent cesser leurs actes de piraterie et ne pas aider les Génois De leur côté les Génois envoient une ambassade à Éphèse, appelée par eux Altoluogo, pour remercier Hizir de sa bienveillance à leur égard et son offre de soutien. Les Génois obtiennent de ravitailler la colonie génoise de Chios, et Hizir permet aux galères génoises de se ravitailler à Éphèse. Il espère contrebalancer ainsi l'influence de Venise. En 1348, les Génois installent un consulat à Éphèse, celui-ci se maintiendra jusqu'après 1394. Les Vénitiens sont évidemment irrités. Hizir joue les uns contre les autres. Le commerce entre l'Anatolie et la Crète est perturbé. Hizir arrête des Crétois sur son territoire et omet d'envoyer le blé qu'il avait promis d'envoyer en Crète. Pour les Vénitiens la rumeur d'une attaque de la Crète renaît. En 1358, les Vénitiens obtiennent d'avoir eux aussi un représentant permanent à Éphèse.
Hizir décède aux environs de 1360.

### Isa

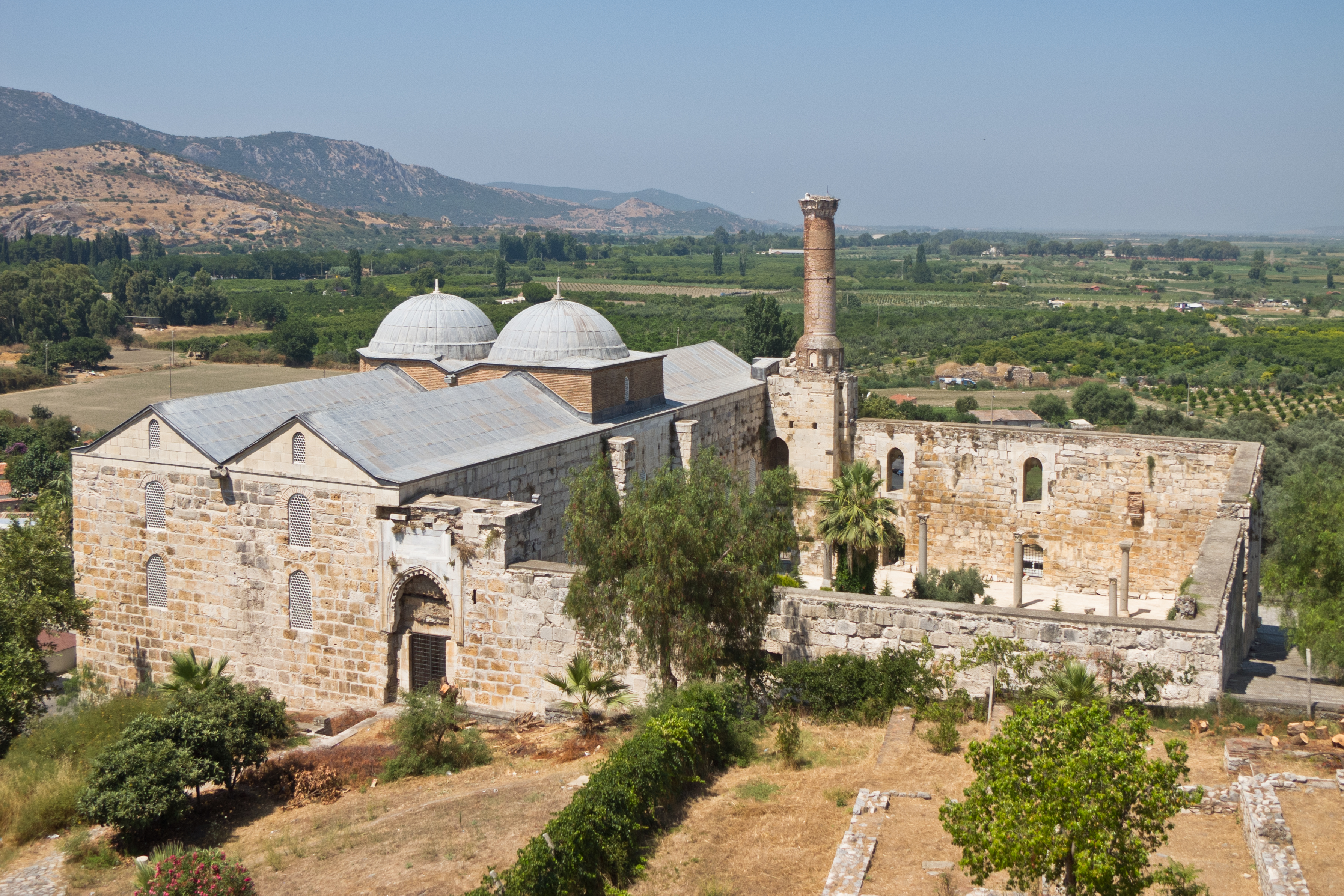
La mosquée d'Isa bey à Ayasluğ (Éphèse), construite en 1375.

Isa va régner trente ans sur la principauté. Éphèse devient une ville prospère, le commerce y est florissant. L'émir peut entreprendre de nombreuses constructions telles qu'il n'y en a pas eu depuis l'Antiquité tardive.
Les relations avec Venise restent difficiles malgré le traité de 1358. En 1362, le consul de Venise se plaint de l'arraisonnement et du naufrage d'un navire crétois. La même année deux Crétois sont empêchés de commercer en dépit des garanties du traité.
En 1364, Venise obtient d'Isa de leur fournir les denrées nécessaires à une armée chargée de réprimer une révolte en Crète. En 1366, lorsque le roi Louis de Hongrie demande aux Vénitiens de l'aider dans sa croisade contre les Turcs. Il ne demande que des navires de sorte que la participation des Vénitiens reste ignorée des émirs d'Éphèse et de Milet. Les Vénitiens répondent favorablement, mais la croisade tourne court. Une autre source de querelle avec les Vénitiens est créée par Isa qui fabrique de faux ducats de Venise. Les Vénitiens protestent énergiquement et menacent de faire partir leurs marchands ainsi que leurs marchandises. Comme cela n'a aucun effet, la flotte de Venise se dirige vers Éphèse. Finalement en 1370, Isa accepte de détruire sa fausse monnaie. Malgré ces querelles, les commerçants vénitiens prospèrent.
Preuve de la prospérité de la cité, Isa fait construire en 1375 la grande mosquée qu’on peut encore voir actuellement sur le site d’Éphèse.
Néanmoins, pendant cette période, la puissance des Ottomans augmente et va devenir une menace. Isa cherche à maintenir de bonnes relations avec ses voisins, en 1389, il envoie un contingent pour participer à la bataille de Kosovo avec les armées de Bayezid Ier. Cette bonne volonté affichée ne le sauvera pas des ambitions de Bayezid qui s'empare des beylicats voisins les uns après les autres. Les Germiyanides sont les premiers à tomber et depuis leur territoire le sultan se dirige vers Éphèse où il reçoit l'allégeance d'Isa (avant mars 1390) .

### Occupation ottomane
On sait peu de choses sur l'administration ottomane qui a duré de 1390 à 1402. Il semble qu'il n'y a eu que peu de changements. À peine Bayezid a-t-il pris Éphèse que les Vénitiens lui demandent de les autoriser à exporter du grain. Ils l'assurent qu'ils n'ont pas pris part à la vente de trois Turcs d'Éphèse. Au mois de mai 1390, le sultan leur accorde les privilèges qu'ils avaient obtenus pendant le règne de Hizir.
Tamerlan bat Bayezid à la bataille d'Ankara en 1402 ; Il est décidé à détruire le pouvoir ottoman en Anatolie et restaure les anciens émirs dans leurs principautés. Tamerlan s'installe à Kütahya avec l'intention d'évincer tous les infidèles. Fin 1402, il atteint Éphèse, il y reçoit la soumission des Génois de Chios. Il part ensuite pour Tire, puis arrive à Smyrne qu'il détruit et où il massacre la population chrétienne (décembre 1402).

### Umur II
Tamerlan se dirige vers Éphèse en compagnie de son oncle İlyas Bey de Menteşe. Ils atteignent la ville mais la population résiste. Ils incendient la ville qui est réduite en cendres. Les habitants se rendent. C'est probablement au cours de cet incendie que la cathédrale Saint-Jean, fierté de l'Éphèse chrétienne, a été détruite. Umur II fils d'Isa est restauré comme émir d'Éphèse.
L'hiver suivant, Junayd, neveu d'Umur II marche sur Éphèse. Il pille ce qui n'a pas été détruit par l'incendie. Il assiège son oncle dans la citadelle. Les rivaux se mettent d'accord, Junayn épouse l'une des filles d'Umur. Junayn a le pouvoir mais il simplifie encore la situation en assassinant son beau-père.

### Junayd (Cüneyd)
Junayd va jouir d'une relative tranquillité tant que les quatre fils de Bayezid, Suleyman, Isa, Musa et Mehmed se partagent l'empire qu'avait bâti leur père et se déclarent chacun sultan dans leur propre fief.
En septembre 1407, Suleyman rassemble une flotte importante à Gallipoli pour reconquérir Éphèse. Il lève une armée dans le même but. Il installe son campement à Mesaulion à distance au Nord d'Éphèse. Junay organise la riposte avec ses alliés Germiyanides et Karamanides. Mais devant le risque d'une nouvelle bataille, il déserte pendant la nuit et rejoint Suleyman auquel il fait allégeance. Suleyman et son armée suivent Junayn dans la ville. Ils y restent quatre mois, ce qui permet de penser que la ville avait encore les ressources suffisantes pour leur entretien.
Suleyman écarte Junayn par précaution, mais il est tué en 1411. Junayn en profite pour revenir dans ses domaines. Il lève une armée à Smyrne et à Tire. Il prend Éphèse et tue le gouverneur ottoman. La nouvelle parvient rapidement aux oreilles de Mehmed Çelebi qui se précipite vers Éphèse. Une fois de plus Junayn sauve sa tête en se soumettant à plus fort que lui sans livrer de combat. Il obtient de partager le pouvoir avec Mehmed Çelebi. En 1413, Mehmd Çelebi devient l'unique et incontesté sultan ottoman.
Les Vénitiens veulent s'assurer que Junayn détient réellement le pouvoir à Éphèse et s'il est parvenu à faire la paix avec Mehmed. La situation s'est grandement détériorée et les marins vénitiens sont de nouveau l'objet d'actes de piraterie en mer Égée. Junayn ne va pas obtenir la paix, Cette fois Mehmed, allié avec les Chrétiens et les Turcs, fait le siège de Smyrne que Junayn a laissé à la charge de sa mère. Smyrne se rend tandis que Junayn s'enfuit d'Éphèse en Bulgarie pendant plusieurs années. Pendant ce temps, Éphèse reste sous la domination ottomane.

## La dynastie
| Dates     | Nom                           | Nom turc                 | Fils de                        |                                            |
| --------- | ----------------------------- | ------------------------ | ------------------------------ | ------------------------------------------ |
| 1308-1334 | Mubâriz al-Dîn Ghâzî Muhammad | Mubarizeddin Gazi Mehmed | Aydin                          | Fondateur de la dynastie.                  |
| 1334-1348 | Baha' al-Dîn Ghâzî `Omar Ier  | Bahaeddin Gazi Umur      | Mehmed                         |                                            |
| 1348-1360 | Khidhr                        | Hizir                    | Mehmed                         |                                            |
| 1360-1390 | `Îsâ                          | Isa                      | Mehmed                         | annexion à l'empire ottoman                |
| 1390-1402 | Mûsâ                          | Musa                     | Isa                            | Conjointement sous la domination ottomane. |
| 1390-1402 | `Omar II                      | II. Umur                 | Isa                            | Conjointement sous la domination ottomane. |
| 1402-1403 | `Omar II                      | II. Umur                 | Isa                            |                                            |
| 1403-1426 | Junayd                        | Cüneyd                   | Ibrahim Bahadir fils de Mehmed | Annexion définitive à l'empire ottoman     |